# Кожанов, Оралбек Кожанович
Кожанов Оралбек Кожанович — общественный и государственный деятель Казахстана.
Родился в 1932 году в селе им. Мамаита Омарова Ермаковского (Аксуского) района Казахстана.
В 1960 году окончил Семипалатинский зооветеринарный институт.
Работал зоотехником, затем заместителем председателя Железинского райисполкома, возглавлял райсельхозуправление в Баянауле.
- первый секретарь Экибастузского райкома Компартии Казахстана (1978—1988),
- председатель Павлодарского облагропрома (1988—1989);
- председатель Павлодарского облисполкома (1991—1992)
- глава Павлодарского областного филиала Республиканского фонда имени К. И. Сатпаева, исполнительный директор общественного фонда «Историко-географическое общество имени К. И. Сатпаева»;
- народный депутат Казахской ССР (1990—1991),
- Павлодарского областного Совета (1979—1989, 1991),
- Баянаульского, Железинского, Экибастузского райсоветов народных депутатов (1963—1984);

Автор брошюры «Едiлбай ќозысын туған жылы етке өткiзудiң пайдалылығы» (1975) и книг «Өмiр жолдан басталады…», «Все начинается с дорог…» (1996) и «Ой өрнектерi» (2001).
Оралбек Кожанович дважды совершил хадж в Мекку.
Умер 22 ноября 2018 года.

## Титулы и награды
Кандидат экономических наук (тема диссертации «Пути повышения экономической эффективности мясосального овцеводства в условиях юга Павлодарской области» — 1975 год).
Награждён орденами:
- Трудового Красного Знамени (1972),
- Дружбы народов (1980)
- и медалями РК.

Почётный гражданин Павлодарской области.